# Tephrina cecinna
Tephrina cecinna är en fjärilsart som beskrevs av Druce 1893. Tephrina cecinna ingår i släktet Tephrina och familjen mätare. Inga underarter finns listade i Catalogue of Life.